# ویتیا
ویتیا (به صربی: Витина) شهری در منطقه گنییلان کشور کوزوو است که در سرشماری سال ۲۰۱۱ میلادی، ۴۹٬۹۵۹ نفر جمعیت داشته‌است.